# Gentiana hicksii
Gentiana hicksii är en gentianaväxtart som beskrevs av Harry Smith. Gentiana hicksii ingår i släktet gentianor, och familjen gentianaväxter. Inga underarter finns listade i Catalogue of Life.